# StatCounter

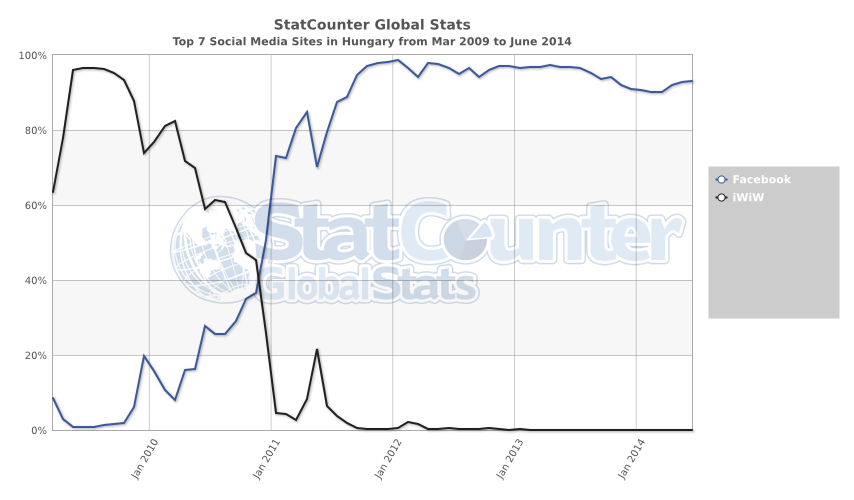
Estadística feta a través d'StatCounter

StatCounter és un rastrejador de pàgines web (web tracker), molt similar a Google Analytics, que permet als webmasters o als propietaris d'una pàgina controlar l'activitat dels seus usuaris. Actualment compta amb dos milions de membres i una xarxa de tres milions de pàgines web. Va ser fundat per Aodhán Cullen l'any 1999 i té la seu a Dublín, Irlanda.
Actualment, s'utilitza en un 1.4% de pàgines web, majoritàriament en anglès.

## Fundador
StatCounter va ser fundada per Aodhán Cullen a l'edat de setze anys, d'origen irlandès. Als dotze ja havia començat un negoci dedicat a l'escriptura de currículums sota demanda. Quatre anys més tard, va crear una empresa de disseny web, els clients de la qual sovint li preguntaven si la seva web rebia visites. Això va ser el que va inspirar-lo a crear StatCounter. Tanmateix, l'empresa no va començar a generar beneficis fins a l'any 2003.
Cullen ha estat guardonat amb diversos reconeixements i premis: l'any 2007 se li va concedir el títol de "Young IT Person of the Year" en els ICT Excellence Awards així com el de "Internet Hero" en els "Eircom Golden Spider Awards" el següent any.

## Funció
Com a rastrejador de pàgines web, StatCounter informa a l'usuari sobre: l'activitat de la seva pàgina web a temps real en tot moment, la localització dels seus visitants (país, regió o ciutat), les pàgines més populars, pàgines d'entrada i de sortida, d'on venen els usuaris, l'ús de paraules clau i el seu anàlisi, la durada de cada visita, mapa de Google, un resum de l'activitat recerent i el recorregut dels diferents visitants per la pàgina, la resolució, les cookies, l'estat de l'ISP i del cercador. També proporciona dades sobre quantes vegades la pàgina és visitada per la mateixa persona. StatCounter permet limitar la informació a una pàgina concreta del lloc web, si així vol l'usuari.
Una de les seves eines principals és l'anomenada Global Stats, que proporciona accés a diverses estadístiques en línia que informen sobre l'evolució del mercat de navegadors i sistemes operatius.

## Funcionament
Per tal d'utilitzar els serveis que ofereix StatCounter, primer cal registrar-se. Es pot triar diferents opcions, una de gratuïta i varies de pagament. Un cop fet això, es proporciona un codi HTML i Javascript que s'ha d'inserir en la pàgina o pàgines web que es vulgui analitzar, ja que ofereix la possibilitat de tenir-ne més d'una per usuari. Cada vegada que algú visita la pàgina web, les seves dades es transmeten de manera anònima a la base de StatCounter on seran analitzades. Aquestes dades s'obtenen mitjançant cookies de seguiment.
El contador de visites que proporciona pot ser invisible o situat a la pàgina que s'està analitzant segons vulgui l'usuari. En el segon cas, tots els visitants podran veure'l. També compta amb un blog i un forum, així com una aplicació.

## Política de privacitat
StatCounter compta amb una política de privacitat segons la qual la informació relacionada amb noms, números de telèfon, adreça postal i electrònica no s'utilitza i, a més, és impossible d'accedir-hi o recollir. L'única que es fa servir és la que fa referència a la visita en si i no al visitant (data i hora, adreça ip, cercador, sistema operatiu, resolució de pantalla, link de referència, url i nom de la pàgina).
Així mateix, està prohibit l'ús dels seus serveis a aquelles pàgines que donin suport a activitats il·legals, racistes o que envïin correus electrònics no sol·licitats, així com qualsevol pàgina que l'empresa consideri inapropiada. Es reserven el dret a utilitzar les dades recollides com creguin convenient.
Està permesa la descàrrega i impressió del material proporcionat per StatCounter. Tanmateix, els logos, marques i dades pertanyen a StatCounter i tenen copyright.

## Atac cibernètic a StatCounter[11][12]
El Novembre de 2018, StatCounter es va veure compromesa quan un grup de pirates informàtics van utilitzar-la per tal de segrestar Bitcoins de la plataforma Gate.io. L'Institut Internacional de Seguretat Cibernètica va informar d'aquests fets, explicant com els responsables de l'atac havien inserit codis propis en el script de seguiment de la pàgina. Segons Matthieu Faou, el forense digital que va descobrir l'atac, el codi Javascript, que utilitzen les empreses per restrejar les visites i els seus horaris, va ser modificat el dia 3 de novembre d'aquell any i tenia una única víctima, Gate.io.